# Pancerniki typu Courbet
Pancerniki typu Courbet – zwodowane w latach 1911-1912, były pierwszymi drednotami francuskiej marynarki wojennej. Cztery okręty należące do tego typu służyły podczas I wojny światowej, dwa były jeszcze w służbie podczas II wojny światowej, jednak były już zbyt przestarzałe i nie odegrały czynnej roli.

## Okręty typu
- „Courbet”(inne języki) – wprowadzony do służby 19 listopada 1913, w momencie wybuchu wojny w 1939 był okrętem szkolnym, w 1940 przejęty przez Royal Navy, następnie przekazany Wolnym Francuzom. Zatopiony w 1944 na wybrzeżu Normandii jako sztuczny falochron.
- „France”(inne języki) – wprowadzony do służby latem 1914, rozbił się na skale 26 sierpnia 1922.
- „Jean Bart”(inne języki) – wprowadzony do służby 5 czerwca 1913, przemianowany na "Ocean" w 1936, rozbrojony i przebudowany na okręt szkolny. Zdobyty przez Niemców, został przez nich zatopiony w 1944, w celach doświadczalnych. Wrak złomowany w 1946-1947.
- „Paris” – wprowadzony do służby 1 sierpnia 1914, w momencie wybuchu wojny w 1939 był okrętem szkolnym. Przejęty przez Royal Navy w 1940, przez pewien czas rozważana była możliwość przekazania go Polskiej Marynarce Wojennej. Oddany Francji w 1945, złomowany w latach 50.

## Dane techniczne

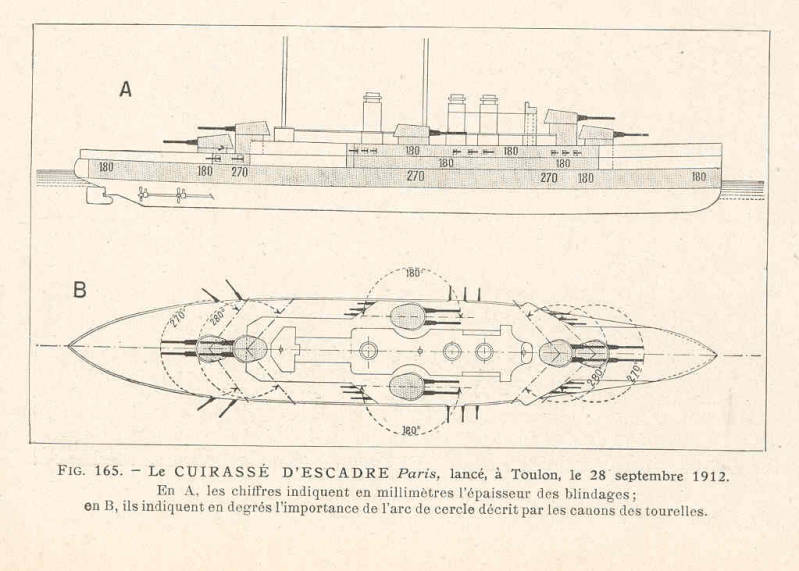
Schemat opancerzenia

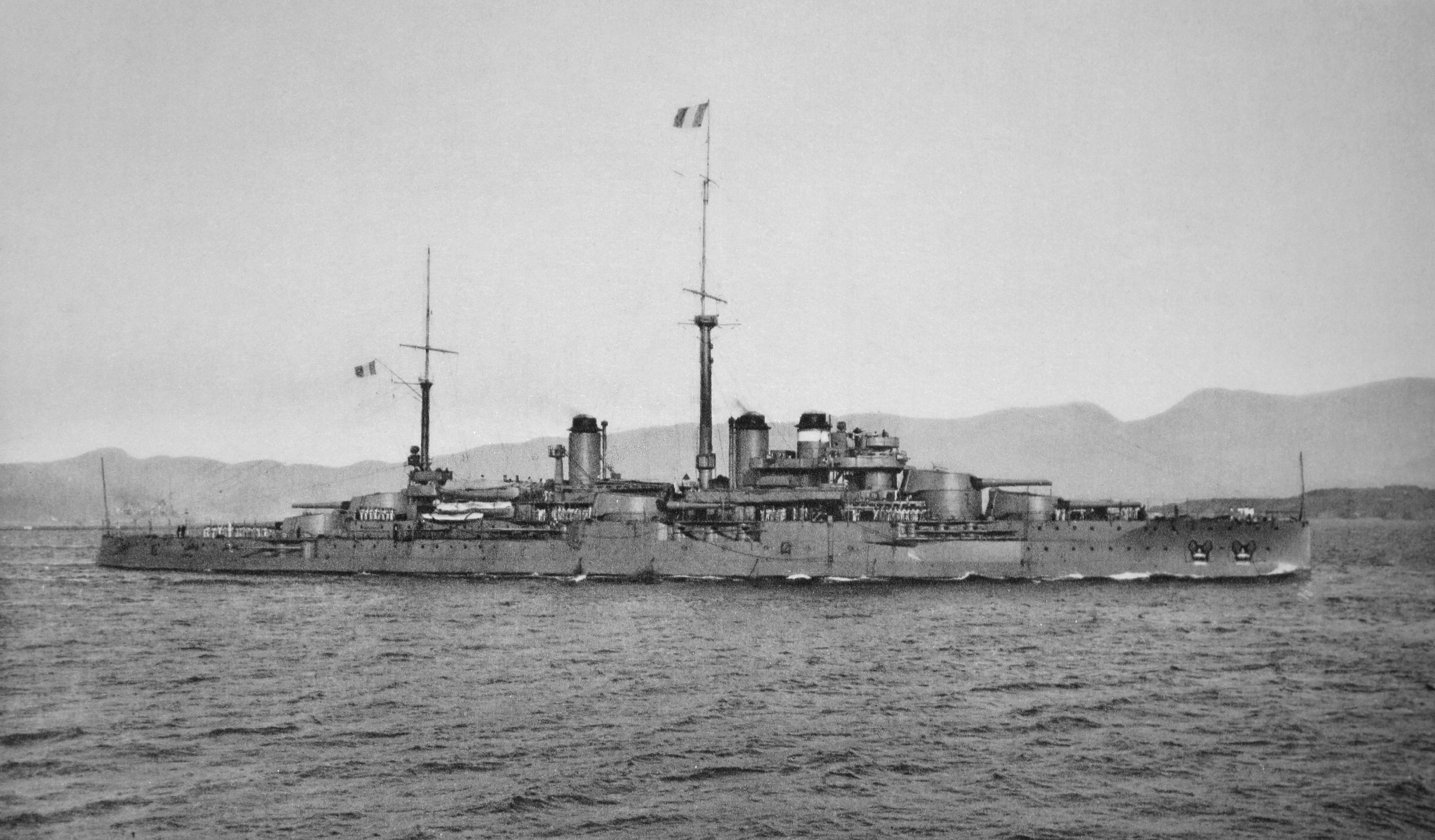
Francuski pancernik Courbet (1911) należący do typu Courbet

- Pancerz
  - burty: 180–270 mm
  - pokład: 30–70 mm
  - nadbudówka: 300 mm
  - wieże: 250–290 mm
  - barbety: 280 mm